# Sicista kluchorica
Sicista kluchorica és una espècie de mamífer rosegador miomorf de la família dels dipòdids. És endèmic de Rússia.

## Hàbitat
El seu hàbitat natural són els boscos temperats.